# Ljudevit Rossi
Ljudevit Rossi (Senj, 14. kolovoza 1850. – Karlovac, 4. srpnja 1932.) - hrvatski botaničar i planinar, domobranski časnik.

Rodio se je u Senju od oca Blaža i majke Hrvatice Senjanke. Djed mu je bio ugledni talijanski trgovac iz Venecije, koji se oženio sa Senjankom. U djetinjstvu je živio u Bakru, Rijeci, u selu Maljevac na Kordunu i u Karlovcu. Završio je pučku školu kod otaca franjevaca i nižu gimnaziju u Karlovcu. Upisao je klasičnu gimnaziju u Zagrebu, ali je isključen zbog sudjelovanja u demonstracijama protiv bana Levina Raucha. Odlazi u Senj završiti gimnaziju, ali zbog slabog materijalnog stanja ne može nastaviti školovanje pa se upisuje na brzojavni tečaj u Zagrebu i zapošljava u Rijeci. U slobodno vrijeme proučava cvjetanu (floru). O svom je trošku 1874. godine godine putovao po hrvatskom jugu radi proučavanj cvjetane (flore), a na poziv ravnatelja sinjske gimnazije iste godine u Sinju uređuje herbarij tamošnje gimnazije. Iste je godine objavio svoje prvo florističko djelo Cvjetana hrvatskog primorja. Djelo nije tiskano, no izvadak je izašao u Vijencu iz 1877. pod natpisom Hrvatsko primorje s bilinskog gledišta. Napušta zvanje brzojavnog činovnika i zapošljava se kao pisar u JAZU. Ubrzo je imenovan za konzervatora i knjižničara u biološkoj postaji „Stazione zoologica” u Napulju gdje je ostao do siječnja 1876. godine.
Zbog poziva za odsluženje vojnoga roka, vratio se je u domovinu. 1876. i 1877. polazi je prestižnu časničku školu „Ludoviceum” u Budimpešti i završio ju je 1877. godine, a kao mlada časnika ga ratne dužnost zahvaćaju već 1878. godine, kad je sudjelovao u austrougarskoj operaciji okupiranja BiH. Nakon toga se zapošljava u zoološkom odjelu Narodnoga muzeja u Zagrebu. Radi s poznatim zoologom Spiridonom Brusinom i skuplja malakološku građu po Srijemu i BiH. Bio je u vojnoj službi kod hrvatskog domobranstva od 1. srpnja 1879. do odlaska u mirovinu 1911. godine. U tom je razdoblju nosio činove poručnika, natporučnika i satnika. Prvog svjetskog rata, ponovno se aktivirao, kao zapovjednik domobranskog oporavnog momčadskog odjela, a konačno je umirovljen 1915. kao major.
Proučavao je cvjetanu (floru) Hrvatske, posebice južne Hrvatske i okolice Karlovca, još od svoje 21. godine pa do smrti. Objavio je više znanstvenih radova u domaćim i stranim časopisima poput „Vienca”, ”Glasnika Hrvatskog prirodoslovnog društva„, ”Hrvatskog planinara„, „Mađarskog botaničkog lista” i dr. Pripada kvartetu istraživača hrvatske flore: Josip Schlosser - Ljudevit Vukotinović - Dragutin Hirc - Ljudevit Rossi, koji nisu bili botaničari po profesiji, ali su dali veliki doprinos istraživanju hrvatske flore. Rossijev „Herbarium Croaticum Rossianum” s čak 3000 listova čuva se u Botaničkom zavodu Sveučilišta u Zagrebu. Najpoznatije mu je djelo „Građa za floru južne Hrvatske”, („Prirodoslovna istraživanja Hrvatske i Slavonije”, 1924. g. - izdanje JAZU). Vale Vouk naziva to djelo glavnim pomagalom za daljnje izučavanje flore i vegetacije Hrvatske. Rossi je istraživao i mekušce. Svoju veliku zbirku mekušaca od 18000 komada darovao je Zoološkom muzeju u Zagrebu. Napisao je i ratne bilješke u 13 brojeva časopisa „Vienac”, 1879. te djela „Ubojito oružje” i „Biljke u hrvatskoj narodnoj poeziji”.
Bio je strastveni planinar i sa svojim prijateljima Dragutinom Hircom i Vjekoslavom Novotnijem, propješačio je skoro čitavu Hrvatsku. Napisao je veliko djelo „Velebitom uzduž i poprijeko”, od kojeg je najveći dio neobjavljen, a manji je objavljen u „Hrvatskom planinaru”. Hrvatsko planinarsko društvo nazvalo je planinarsku kuću na Rožanskim kukovima u sjevernom Velebitu - Rossijeva koliba (Rossijevo sklonište). U blizini se nalaze Rossijev, Hircov i Novotnyjev kuk kao trajna uspomena na tri zaslužna hrvatska planinara. Ime su dobili kad su 1930-ih članovi čelništva HPD-a međusobno se častili davanjem imena toponimima po Rožanskim kukovima. Nekoliko biljnih vrsta je nazvana po njemu.
Povoljno za njegov rad bilo je to što je bio članom vojničkih komisija za stavnje pa je tako zalazio u mnoge krajeve.
Bio je dopisni član JAZU-a. Sudjelovao je u kulturnom životu Karlovca, a bio je i predsjednik Hrvatskog filatelističkog društva Karlovac. Umro je 1932. u Karlovcu. Ispraćen je sa svim vojnim počastima kao domobranski major te uz govore članova JAZU-a i Hrvatskog planinarskog društva.
Nekoliko biljaka nosi ime po njemu: Polygala rossiana, Centaurea rossiana, Leontodon rossianus te nekoliko fosilnih životinjskih vrsta: Hidrobius rossi i Dreysennia rossi.

## Vanjske poveznice
- Ludevit Rossi - U Šugarskoj dulibi,Zagreb 1911.